# Guantanamera
Guantanamera (Spaans: vrouw van Guantánamo) is een Cubaans lied gecomponeerd in de jaren 20 van de 20e eeuw door radiomaker Joseíto Fernández. In 1958 deed de componist Julián Orbón enkele aanpassingen aan het lied, zodat het paste bij een gedicht van de vrijheidsstrijder en dichter José Martí. In deze versie werd Guantanamera wereldberoemd.

## Tekst

### Refrein
Het refrein Guantanamera, guajira Guantanamera is een woordspeling met meerdere betekenissen. Guantanamera is de vrouwelijke vorm van het bijvoeglijk naamwoord Guantánamo en betekent "komend van Guantánamo". Guajira heeft in het Cubaans meerdere betekenissen: enerzijds is het een benaming voor een muziekstijl en anderzijds is het een benaming voor een vrouw van het platteland, een boerin. Guajira Guantanamera betekent dus zowel "guajira-muziek uit Guantánamo" alsook "boerin uit Guantánamo".

### Strofes
De strofes van Guantanamera zijn gebaseerd op verzen uit de dichtbundel Versos sencillos (Simpele verzen) van José Martí. De vier verzen die worden gezongen in Guantanamera zijn afkomstig uit vier verschillende gedichten. De tekst gaat als volgt:
| Origineel | Vertaling |
| --- | --- |
| Yo soy un hombre sincero, de donde crece la palma, y antes de morirme quiero echar mis versos del alma.            | Ik ben een eerlijk man, Uit dit land met palmen, En voordat ik sterf wil ik Deze gedichten vanuit mijn ziel delen.                             |
| Mi verso es de un verde claro y de un carmín encendido. Mi verso es un ciervo herido que busca en el monte amparo. | Mijn verzen zijn van een heldere kleur groen En een vlammende kleur rood Mijn verzen zijn als een gewond hert Dat bescherming zoekt op de berg |
| Cultivo una rosa blanca, En julio como en enero, Para el amigo sincero Que me da su mano franca.                   | Ik kweek een witte roos, Zowel in juni als in januari, Voor de oprechte vriend Die me zijn hand reikt.                                         |
| Con los pobres de la tierra quiero yo mi suerte echar. El arroyo de la sierra me complace más que el mar.          | Met de armen op aarde Wil ik mijn noodlot delen. De beek in de bergen Verschaft me meer genoegen dan de zee.                                   |

## Opnames

### The Sandpipers
Het Amerikaanse muzikale trio The Sandpipers nam in 1966 zijn versie op van "Guantanamera", gebaseerd op een adaptatie van Pete Seeger. Het nummer werd geproduceerd door Tommy LiPuma en behaalde top 10-noteringen in zowel de Amerikaanse, Engelse als Nederlandse hitlijsten.

#### Hitnoteringen

##### Nederlandse Top 40
| Hitnotering: 17-09-1966 t/m 17-12-1966 | Hitnotering: 17-09-1966 t/m 17-12-1966 | Hitnotering: 17-09-1966 t/m 17-12-1966 | Hitnotering: 17-09-1966 t/m 17-12-1966 | Hitnotering: 17-09-1966 t/m 17-12-1966 | Hitnotering: 17-09-1966 t/m 17-12-1966 | Hitnotering: 17-09-1966 t/m 17-12-1966 | Hitnotering: 17-09-1966 t/m 17-12-1966 | Hitnotering: 17-09-1966 t/m 17-12-1966 | Hitnotering: 17-09-1966 t/m 17-12-1966 | Hitnotering: 17-09-1966 t/m 17-12-1966 | Hitnotering: 17-09-1966 t/m 17-12-1966 | Hitnotering: 17-09-1966 t/m 17-12-1966 | Hitnotering: 17-09-1966 t/m 17-12-1966 | Hitnotering: 17-09-1966 t/m 17-12-1966 | Hitnotering: 17-09-1966 t/m 17-12-1966 |
| Week                                   | 1                                      | 2                                      | 3                                      | 4                                      | 5                                      | 6                                      | 7                                      | 8                                      | 9                                      | 10                                     | 11                                     | 12                                     | 13                                     | 14                                     |                                        |
| -------------------------------------- | -------------------------------------- | -------------------------------------- | -------------------------------------- | -------------------------------------- | -------------------------------------- | -------------------------------------- | -------------------------------------- | -------------------------------------- | -------------------------------------- | -------------------------------------- | -------------------------------------- | -------------------------------------- | -------------------------------------- | -------------------------------------- | -------------------------------------- |
| Nummer                                 | 31                                     | 18                                     | 8                                      | 4                                      | 4                                      | 4                                      | 5                                      | 10                                     | 11                                     | 14                                     | 17                                     | 23                                     | 29                                     | 39                                     | uit                                    |

##### NPO Radio 2 Top 2000
Guantanamera stond alleen in 1999 in de NPO Radio 2 Top 2000, op plek 1389.

### Andere interpretaties
- The Weavers
- Joe Dassin & Nana Mouskouri
- Joan Baez
- Muslim Magomajev
- Celia Cruz
- Richard Clayderman
- Goombay Dance Band
- José Feliciano
- Julio Iglesias & Demis Roussos
- Gipsy Kings
- Kingston Trio
- Dieter Thomas Kuhn
- James Last
- Compay Segundo
- Robert Wyatt
- Los Lobos
- Manuela
- Pete Seeger
- Die Toten Hosen (met andere tekst)
- Buena Vista Social Club
- Pitbull
- Helmut Lotti
- Zucchero
- Roberto Blanco
- Manfred Krug
- Gloria Estefan
- Trini Lopez

Rob de Nijs had in 1966 op deze melodie een hitje met Anna Paulowna, een Nederlandse tekst die niets met de originele tekst te maken had.